# Kristinn Sigmundsson
Kristinn Sigmundsson   (1 de març de 1951) és un baix operístic islandès.
Sigmundsson es va llicenciar en biologia per la Universitat d'Islàndia. Després va treballar com a professor abans de començar els estudis musicals amb Guðmundur Jónsson a l'Acadèmia de Cant de Reykjavik. Més tard, va estudiar a la "Hochschule für Musik und darstellende Kunst" de Viena, Àustria, amb Helene Karusso, Christian Möller i Wolfgang Gabriel. Entre els seus altres professors hi ha John Bullock. Sigmundsson va començar la seva carrera autonoma el 1992.
Sigmundsson ha realitzat diversos enregistraments, inclòs Sarastro a la versió d'Arnold Östman de La flauta màgica i Commendatore a la seva versió de Don Giovanni. També va cantar el paper de Crist en els enregistraments de Frans Brüggen de les Passions segons Sant Joan i Sant Mateu de Bach. Altres enregistraments inclouen un conjunt d'àries d'òpera amb l'Orquestra Simfònica d'Islàndia i Arnold Östman i Schwanengesang i Winterreise de Schubert amb el pianista Jónas Ingimundarson. Ha tornat a gravar Winterreise amb el pianista Víkingur Ólafssonel el 2012. Sigmundsson apareix al Pentatone de l'òpera de John Corigliano El fantasma de Versalles, extreta de representacions en directe el 2015.
Sigmundsson és professor visitant a les Illes Listaháskólai (Universitat de les Arts d'Islàndia). Entre els seus honors s'inclouen el "Philadelphia Opera Prize", l'"Íslensku tónlistarverðlaunin" (Premi a la música islandesa) per al 1995, el 2010 i el 2011, i l'"Útflutningsverðlaun Forseta Íslands" (Premi presidencial d'Islàndia) del 2011.